# Gabriello Ferrantini
Gabriello Ferrantini, auch bekannt als Gabriele degli Occhiali (da er Brillenträger war), (* um 1550 in Bologna; † nach 1588 ebendort) war ein italienischer Maler des Barock, der im späten 16. Jahrhundert hauptsächlich in Bologna tätig war.

## Leben
Ferrantini war der Sohn eines reichen Condottiere. Er war ein Schüler der Maler Denys Calvaert und Francesco Gessi, wurde aber stark von Carracci beeinflusst.
Ferrantini war vor allem für seine Fresken mit sakralen Themen bekannt.
Zu seinen Gemälden gehörte das Tafelbild am Hochaltar der Kirche San Biagio, das oben die „Madonna mit Engeln und unten die Heiligen Biagio, Augustinus, Jason und Proculas“ darstellt. Ein weiteres Gemälde ist der Heilige Franziskus im Oratorium der Caritas in San Felice, das er ganz mit Fresken ausschmückte. Ferrantini malte auch die gesamte Fläche des Bogens, der zur Kirche San Domenico führt, und in der Sakristei konnte man eine von ihm gestaltete Geburt Christi sehen. Von seinen Fresken und Altarbildern ist das meiste nicht mehr vorhanden. Erhalten haben sich 3 Altarbilder, in der Misericordia „Jesus den Hl. Antonius Abbas und Lucia erscheinend“, in San Trinità (Sakristei, aus San Biagio stammend) „Madonna mit Engeln und 4 Heiligen“ und in San Sebastiano ein „hl. Franziskus“. Ferner existierten von ihm Altarbilder in San Benedetto (hl. Franz v. Paula), SS. Fabiano e Sebastiano (Martyrium der Titelheiligen) und San Mattia (hl. Hieronymus).
Zu seinen Schülern gehörten Matteo Borbone, Angelo Michele Colonna, Guido Reni und die Brüder Fellini.